# Кубок Монголії з футболу 2019
Кубок Монголії з футболу 2019 — розіграш кубкового футбольного турніру у Монголії. Титул володаря кубка здобув Ерчім.

## Календар
| Раунд       | Дата                        | Матчі | Клуби   |
| ----------- | --------------------------- | ----- | ------- |
| 1/16 фіналу | 7-20 червня 2019            | 16    | 32 → 16 |
| 1/8 фіналу  | 3-7 липня 2019              | 8     | 16 → 8  |
| 1/4 фіналу  | 30-31 липня/6-8 серпня 2019 | 8     | 8 → 4   |
| 1/2 фіналу  | 17-18/24-25 вересня 2019    | 4     | 4 → 2   |
| Фінал       | 30 жовтня 2019              | 1     | 2 → 1   |

## 1/8 фіналу
| Команда 1               | Рахунок | Команда 2        |
| ----------------------- | ------- | ---------------- |
| 3 липня 2019            |         |                  |
| Сойомбіїн Баарсууд (2)  | 0:3     | Хангарід         |
| 4 липня 2019            |         |                  |
| СП Фалконс              | 5:0     | Ховд Клуб (2)    |
| 5 липня 2019            |         |                  |
| Атлетік 220             | 5:0     | Герпо (2)        |
| 6 липня 2019            |         |                  |
| Хантерс (3)             | 0:2     | БСХ Лайонс (3)   |
| 7 липня 2019            |         |                  |
| Суміда (2)              | 0:11    | Ерчім            |
| Дерен                   | 8:0     | Тув Буганууд (2) |
| Хаан Хунс Тітем         | 3:4     | Хоромхон         |
| Монголіїн Темуулель (3) | 0:17    | Улан-Батор Сіті  |

## 1/4 фіналу
| Команда 1              | Заг. | Команда 2  | 1-й матч | 2-й матч |
| ---------------------- | ---- | ---------- | -------- | -------- |
| 30 липня/7 серпня 2019 |      |            |          |          |
| Атлетік 220            | 11:2 | Хоромхон   | 3:2      | 8:0      |
| 31 липня/6 серпня 2019 |      |            |          |          |
| Улан-Батор Сіті        | 5:8  | Хангарід   | 3:5      | 2:3      |
| 31 липня/7 серпня 2019 |      |            |          |          |
| БСХ Лайонс (3)         | 1:5  | СП Фалконс | 0:2      | 1:3      |
| 31 липня/8 серпня 2019 |      |            |          |          |
| Дерен                  | 2:3  | Ерчім      | 0:3      | 2:0      |

## 1/2 фіналу
| Команда 1          | Заг. | Команда 2  | 1-й матч | 2-й матч |
| ------------------ | ---- | ---------- | -------- | -------- |
| 17/24 вересня 2019 |      |            |          |          |
| Атлетік 220        | 1:2  | Ерчім      | 0:1      | 1:1      |
| 18/25 вересня 2019 |      |            |          |          |
| Хангарід           | 3:5  | СП Фалконс | 1:1      | 2:4      |

## Фінал
| Команда 1      | Рахунок | Команда 2  |
| -------------- | ------- | ---------- |
| 30 жовтня 2019 |         |            |
| Ерчім          | 3:2     | СП Фалконс |